# Prosopocoilus bruijni tahulandangensis
Prosopocoilus bruijni tahulandangensis es una especie de coleóptero de la familia Lucanidae.

## Distribución geográfica
Habita en Célebes (Indonesia).